# 美夢成真 (電影)
《美夢成真》（英語：What Dreams May Come）是1998年的美國電影。是一部描述愛的堅強的人間劇。原作為李察·麥森。
以CG的方式將天堂變成像是油彩畫的世界。負責VFX部分的是數字王國及Pacific Ocean Post。本作也獲得奧斯卡最佳視覺效果獎。

## 劇情
主角克里斯・尼爾森是名兒科醫生，他在前往瑞士度假的期間，因為乘坐的小船意外碰到藝術家安妮所在的船隻，兩人以此機緣開始來往，進而相戀結婚，育有一對兒女伊恩和瑪莉。後來伊恩和瑪莉因為車禍逝世，克里斯也在事發四年後發生交通事故傷重不治。
起先變成靈魂型態的克里斯並未意識到自己已經不屬於人世，對於週遭人不和他互動感到困惑，持續在人世間徘徊，後來克里斯發現安妮因為他的死亡陷入悲痛之中，他試圖和安妮交流，結果適得其反，令後者陷入更沉重的悲傷，決定先一步抵達天堂。
克里斯陸續在天堂和昔日熟識的教授艾伯特・路易斯、生前欣賞的空服員莉歐娜再會，在適應天堂環境的過程中，克里斯認出莉歐娜其實是自己的女兒瑪莉化身的模樣，與此同時，獨留人間的安妮因為無法承受對於克里斯和兒女們懷抱的愧疚感、失去家人的打擊，選擇自盡身亡。克里斯原本對於安妮終能結束痛苦感到寬慰，直至靈界引導者告知他，生前選擇自我了斷的靈魂，會因為根據自身痛苦創造噩夢般的來世的傾向而墜入地獄，令克里斯決定不顧艾伯特的反對，鋌而走險從天堂前往地獄要救出安妮。
克里斯和艾伯特透過「追蹤者」的引導前往地獄，途中克里斯認出眼前的艾伯特其實是伊恩幻化的模樣，伊恩指謫克里斯雖然會聽取旁人的意見，但對家人反而有所懷疑，所以才會化成艾伯特的模樣，藉此引導他。與伊恩分開後，「追蹤者」帶領克里斯抵達地獄裡一棟與夫妻倆生前的住家相仿、黑暗扭曲的房子，尋獲受困此處和飽受心靈折磨的安妮。「追蹤者」揭露自己才是真正的艾伯特，警告克里斯倘若在此處久留，將會被永遠困在地獄。克里斯發現安妮無法憶起包含自己的相關記憶和生前自盡的事情，於是選擇永遠留在地獄陪伴她。當克里斯告訴安妮自己的決定時，他說出了生前在孩子們身故後、將安妮安置於某個機構時所說的話，將安妮承受的噩夢轉移給自己承擔，此舉令安妮恢復了所有的記憶，決定解救克里斯，最終兩者如願離開地獄，返回天堂和伊恩、瑪莉團圓。
克里斯向安妮提出一起轉世、再次共同體驗人世間生活的想法，安妮則欣然同意他的提議。故事尾聲，已轉世成小孩的克里斯與安妮待在水畔玩紙船的時候，因為各自的紙船在水上相碰，促成兩人的再度相遇。

## 演員
- 克里斯・尼爾森- 羅賓·威廉斯
- 艾伯特・路易斯（伊恩・尼爾森） - 小古巴·古丁
- 安妮・柯林斯＝尼爾森 - Annabella Sciorra
- 伊恩・尼爾森 - Josh Paddock
- 瑪莉・尼爾森 - Jessica Brooks Grant
- 嚮導多拉卡（艾伯特・路易斯教授） - 麥斯·馮·西度
- 莉歐娜（瑪莉・尼爾森） - 趙家玲
- 安妮・柯林斯＝尼爾森- Barbara Goodson(一部分的聲音)

## 評價
該片在影評人和觀眾之間的評價褒貶不一，爛番茄的68篇專業影評中，共有36篇好評與32篇負評，總結新鮮度53%，平均得分5.7（滿分10分），觀眾評比分數則是84%，平均分數4.2（滿分5分），多數好評傾向觀眾。爛番茄駐站影評人對該片共識評價為「單薄的情節，掩蓋了美麗且超現實的場景」。IMDb給予本片的平均分數為7（滿分10分）。Metacritic根據25條評論，結算的平均分數44分（滿分100分）。

## 其他
台灣歌手許茹芸為本作創作同名的中文主題曲，並收錄在其專輯你是最ㄞˋ。

## 外部連結
- AllMovie上《美夢成真》的资料（英文）
- 互联网电影数据库（IMDb）上《美夢成真》的资料（英文）